# 戏剧桌奖
戏剧桌奖（英語：Drama Desk Award）是美国年度颁发的奖项。其最早于1955年首次颁发，旨在表彰纽约戏剧作品中的卓越表现。
最初，戏剧桌奖的评奖范围限于外百老汇和外外百老汇的作品。百老汇作品则在1968年至1969年颁奖季中开始允许报名。该奖项被认为是美国戏剧界中的一个重要奖项。

## 奖项历史
戏剧桌组织（The Drama Desk）成立于1949年，是由一群关注纽约戏剧的评论家、编辑、记者和出版商们所组成。戏剧桌组织的成立是为了向大众介绍戏剧产业的一些重要问题。他们最初设立的奖项名为“弗农·赖斯奖（Vernon Rice Awards）”，用于纪念《纽约邮报》的评论家弗农·赖斯，以表彰他开创了纽约新闻界对外百老汇的报道。后来在1963年到1964年颁奖季时，该奖项名改名为“戏剧桌奖”。
1974年，戏剧桌组织注册成为一个非营利机构。1975年，戏剧桌组织在公布获奖名单的时候也开始公布提名名单。
戏剧桌组织大约拥有100名成员，这其中包括负责报道纽约戏剧及为奖项投票的戏剧评论家、记者和编辑。这些成员又基本分为两类：活跃成员（有奖项投票权）和参与成员（无奖项投票权）；此外还设有“杰出服务成员”荣誉称号。戏剧桌组织的所有工作人员及提名委员会成员都在自愿的基础上为该组织提供各类服务。提名委员会通常每月召开两次会议，参与讨论的成员负责观看众多符合提名条件的戏剧作品；然后他们从中挑选最终提名作品供全体成员投票。据该组织称，戏剧桌组织与其他同类机构的不同之处在于，他们颁发的所有奖项均“仅由媒体人员投票，对最终结果没有任何既得利益”。戏剧桌奖的获奖者包括贝尔纳黛特·彼得斯、达斯汀·霍夫曼、艾尔·帕西诺、凯瑟琳·泽塔-琼斯等人。戏剧桌奖除了为主演明星、剧作家及其他戏剧舞台工作人员的持续成功做出了贡献，同时还善于发掘新人。戏剧桌组织是纽约第一个向爱德华·阿尔比、温迪·瓦瑟斯坦、乔治·坎贝尔·斯科特颁奖的机构；同时，《为黛茜小姐开车》、《金钱太保》、《钢木兰》、《乐队男孩》等作品都是在戏剧桌奖之后才获得更大的关注。
为了和组织建立初期的宗旨保持一致，戏剧桌组织还会赞助与专业戏剧从业人员的讨论聚会。目前这些讨论组感兴趣的话题涵盖了百老汇、外百老汇、外外百老汇的演出季，目的是丰富信息和促进讨论。

## 颁奖典礼
| 演出季         | 提名公布日期  | 提名公布人                                           | 颁奖日期      | 颁奖地点       | 颁奖主持人                                                                      |
| -------------- | ------------- | ---------------------------------------------------- | ------------- | -------------- | ------------------------------------------------------------------------------- |
| 2006年－2007年 | 2007年4月26日 | 詹姆斯·诺顿 / 贝丝·利瓦尔                            | 2007年5月20日 | 拉瓜迪亚音乐厅 | 克莉丝汀·钱诺维斯                                                               |
| 2007年－2008年 | 2008年4月28日 | 毕比·纽沃思 / 兰·卡琉                                | 2008年5月18日 | 拉瓜迪亚音乐厅 | 杰夫·鲍文 / 杭特·贝尔 / 苏珊·布莱克威尔 / 海蒂·布兰肯斯塔夫 / 拉里·普雷斯格罗夫 |
| 2008年－2009年 | 2009年4月27日 | 吉姆·戴尔 / 费丝·普林斯                              | 2009年5月17日 | 拉瓜迪亚音乐厅 | 哈维·菲尔斯坦                                                                   |
| 2009年－2010年 | 2010年5月3日  | 不適用                                               | 2010年5月23日 | 拉瓜迪亚音乐厅 | 帕蒂·卢波内                                                                     |
| 2010年－2011年 | 2011年4月29日 | 奥德拉·麦克唐纳 / 列夫·施赖伯                        | 2011年5月23日 | 哈莫斯坦舞厅   | 哈维·菲尔斯坦                                                                   |
| 2011年－2012年 | 2012年4月27日 | 唐娜·墨菲 / 布莱恩·德拉西·詹姆斯                     | 2012年6月3日  | 纽约市政厅     | 波姬·小丝 / 布莱恩·德拉西·詹姆斯                                                |
| 2012年－2013年 | 2013年4月29日 | 琳达·拉文 / 约翰·洛伊德·扬                           | 2013年5月19日 | 纽约市政厅     | 不適用                                                                          |
| 2013年－2014年 | 2014年4月25日 | 罗伯特·洛佩兹 / 克里斯汀·安德生-洛佩兹 / 法兰·德瑞雪 | 2014年6月1日  | 纽约市政厅     | 劳拉·班南蒂                                                                     |
| 2014年－2015年 | 2015年4月23日 | 茱蒂丝·莱特 / 杰茜·米勒                              | 2015年5月31日 | 纽约市政厅     | 劳拉·班南蒂                                                                     |
| 2015年－2016年 | 2016年4月28日 | 马修·莫里森 / 凡妮莎·威廉斯                          | 2015年6月5日  | 纽约市政厅     | 迈克·乌里                                                                       |
| 2016年－2017年 | 2017年4月27日 | 劳拉·班南蒂 / 哈维尔·穆罗兹                          | 2017年6月4日  | 纽约市政厅     | 迈克·乌里                                                                       |
| 2017年－2018年 | 2018年4月26日 | 简·克拉考斯基 / 泰塔斯·伯杰斯                        | 2018年6月3日  | 纽约市政厅     | 迈克·乌里                                                                       |
| 2018年－2019年 | 2019年4月25日 | 罗玛·托瑞 / 弗兰克·迪莱拉                            | 2019年6月2日  | 纽约市政厅     | 迈克·乌里                                                                       |
| 2019年－2020年 | 2020年4月21日 | 塞斯·路德茨基 / 詹姆斯·卫斯理                        | 2020年6月13日 | 线上仪式       | 弗兰克·迪莱拉                                                                   |

## 奖项门类

### 仍在颁发

#### 表演类
| - 最佳戏剧女主角 - 最佳戏剧女配角 - 最佳音乐剧女主角 | - 最佳音乐剧女配角 - 最佳戏剧男主角 - 最佳戏剧男配角 | - 最佳音乐剧男主角 - 最佳音乐剧男配角 - 最佳独演 |

#### 作品及技术类
| - 最佳音乐剧 - 最佳重演音乐剧 - 最佳音乐剧导演 - 最佳音乐剧图书 - 最佳作曲 - 最佳戏剧配乐 - 最佳作词 - 最佳编曲 | - 最佳编舞 - 最佳音乐剧场景设计 - 最佳音乐剧戏服设计 - 最佳音乐剧灯光设计 - 最佳音乐剧声音设计 - 最佳戏剧 - 最佳重演戏剧 - 最佳戏剧导演 | - 最佳戏剧场景设计 - 最佳戏剧戏服设计 - 最佳戏剧灯光设计 - 最佳戏剧声音设计 - 独特戏剧体验 - 最佳活报剧 - 最佳投影设计 - 最佳木偶设计 |

#### 特别类
- 特别奖（英语：Drama Desk Special Award）
- 最佳群戏表演

### 停止颁发
| - 最佳导演 - 最佳重演 | - 最佳舞台设计 - 最佳戏服设计 | - 最佳灯光设计 - 最佳音响设计 |